# Список астероїдів (90801—90900)
| Назва                      | Тимчасове позначення | Дата відкриття    | Місце відкриття             | Відкривач                      |
| -------------------------- | -------------------- | ----------------- | --------------------------- | ------------------------------ |
| (90801) 1994 VU5           | 1994 VU5             | 9 листопада 1994  | Обсерваторія Кітт-Пік       | Spacewatch                     |
| (90802) 1994 WY            | 1994 WY              | 25 листопада 1994 | Обсерваторія Оїдзумі        | Такао Кобаяші                  |
| (90803) 1994 WG5           | 1994 WG5             | 28 листопада 1994 | Обсерваторія Кітт-Пік       | Spacewatch                     |
| (90804) 1994 WL8           | 1994 WL8             | 28 листопада 1994 | Обсерваторія Кітт-Пік       | Spacewatch                     |
| (90805) 1994 WP8           | 1994 WP8             | 28 листопада 1994 | Обсерваторія Кітт-Пік       | Spacewatch                     |
| (90806) 1995 AE            | 1995 AE              | 4 січня 1995      | Коллеверде ді Ґвідонія      | Вінченцо Касуллі               |
| (90807) 1995 CF6           | 1995 CF6             | 1 лютого 1995     | Обсерваторія Кітт-Пік       | Spacewatch                     |
| (90808) 1995 CM6           | 1995 CM6             | 1 лютого 1995     | Обсерваторія Кітт-Пік       | Spacewatch                     |
| (90809) 1995 DX2           | 1995 DX2             | 24 лютого 1995    | Обсерваторія Сайдинг-Спрінг | Роберт Макнот                  |
| (90810) 1995 DY2           | 1995 DY2             | 24 лютого 1995    | Обсерваторія Сайдинг-Спрінг | Роберт Макнот                  |
| (90811) 1995 DC5           | 1995 DC5             | 22 лютого 1995    | Обсерваторія Кітт-Пік       | Spacewatch                     |
| (90812) 1995 EH3           | 1995 EH3             | 2 березня 1995    | Обсерваторія Кітт-Пік       | Spacewatch                     |
| (90813) 1995 ES7           | 1995 ES7             | 2 березня 1995    | Обсерваторія Кітт-Пік       | Spacewatch                     |
| (90814) 1995 FV4           | 1995 FV4             | 23 березня 1995   | Обсерваторія Кітт-Пік       | Spacewatch                     |
| (90815) 1995 FQ6           | 1995 FQ6             | 23 березня 1995   | Обсерваторія Кітт-Пік       | Spacewatch                     |
| (90816) 1995 OZ3           | 1995 OZ3             | 22 липня 1995     | Обсерваторія Кітт-Пік       | Spacewatch                     |
| 90817 Дойлголл (Doylehall) | 1995 RO              | 1 вересня 1995    | Обсерваторія Галеакала      | AMOS                           |
| 90818 Daverichards         | 1995 RR              | 14 вересня 1995   | Обсерваторія Галеакала      | AMOS                           |
| (90819) 1995 SN            | 1995 SN              | 18 вересня 1995   | Обсерваторія Ондржейов      | Ленка Коткова                  |
| 90820 Маккенн (McCann)     | 1995 SS1             | 20 вересня 1995   | Обсерваторія Галеакала      | AMOS                           |
| (90821) 1995 SA2           | 1995 SA2             | 26 вересня 1995   | Обсерваторія Клеть          | Обсерваторія Клеть             |
| (90822) 1995 SR24          | 1995 SR24            | 19 вересня 1995   | Обсерваторія Кітт-Пік       | Spacewatch                     |
| (90823) 1995 SX45          | 1995 SX45            | 26 вересня 1995   | Обсерваторія Кітт-Пік       | Spacewatch                     |
| (90824) 1995 SF53          | 1995 SF53            | 28 вересня 1995   | Станція Сінлун              | SCAP                           |
| 90825 Lizhensheng          | 1995 SU53            | 28 вересня 1995   | Станція Сінлун              | SCAP                           |
| 90826 Xuzhihong            | 1995 TL1             | 14 жовтня 1995    | Станція Сінлун              | SCAP                           |
| (90827) 1995 TU3           | 1995 TU3             | 15 жовтня 1995    | Обсерваторія Кітт-Пік       | Spacewatch                     |
| (90828) 1995 UH2           | 1995 UH2             | 23 жовтня 1995    | Обсерваторія Клеть          | Обсерваторія Клеть             |
| (90829) 1995 UY5           | 1995 UY5             | 21 жовтня 1995    | Обсерваторія Кушіро         | Сейджі Уеда, Хіроші Канеда     |
| 90830 Beihang              | 1995 UX7             | 25 жовтня 1995    | Станція Сінлун              | SCAP                           |
| (90831) 1995 UL14          | 1995 UL14            | 17 жовтня 1995    | Обсерваторія Кітт-Пік       | Spacewatch                     |
| (90832) 1995 UX14          | 1995 UX14            | 17 жовтня 1995    | Обсерваторія Кітт-Пік       | Spacewatch                     |
| (90833) 1995 UQ18          | 1995 UQ18            | 18 жовтня 1995    | Обсерваторія Кітт-Пік       | Spacewatch                     |
| (90834) 1995 UR46          | 1995 UR46            | 20 жовтня 1995    | Коссоль                     | Ерік Вальтер Ельст             |
| (90835) 1995 UT71          | 1995 UT71            | 20 жовтня 1995    | Обсерваторія Кітт-Пік       | Spacewatch                     |
| (90836) 1995 VF3           | 1995 VF3             | 14 листопада 1995 | Обсерваторія Кітт-Пік       | Spacewatch                     |
| (90837) 1995 WT4           | 1995 WT4             | 18 листопада 1995 | Обсерваторія Сан-Вітторе    | Обсерваторія Сан-Вітторе       |
| (90838) 1995 WD7           | 1995 WD7             | 21 листопада 1995 | Обсерваторія Наніо          | Томімару Окуні                 |
| (90839) 1995 WN7           | 1995 WN7             | 27 листопада 1995 | Обсерваторія Оїдзумі        | Такао Кобаяші                  |
| (90840) 1995 WY12          | 1995 WY12            | 16 листопада 1995 | Обсерваторія Кітт-Пік       | Spacewatch                     |
| (90841) 1995 WT13          | 1995 WT13            | 16 листопада 1995 | Обсерваторія Кітт-Пік       | Spacewatch                     |
| (90842) 1995 YZ4           | 1995 YZ4             | 16 грудня 1995    | Обсерваторія Кітт-Пік       | Spacewatch                     |
| (90843) 1995 YZ22          | 1995 YZ22            | 21 грудня 1995    | Обсерваторія Галеакала      | NEAT                           |
| (90844) 1996 AF3           | 1996 AF3             | 12 січня 1996     | Обсерваторія Кісо           | Обсерваторія Кісо              |
| (90845) 1996 BO6           | 1996 BO6             | 18 січня 1996     | Обсерваторія Кітт-Пік       | Spacewatch                     |
| (90846) 1996 DY            | 1996 DY              | 21 лютого 1996    | Обсерваторія Оїдзумі        | Такао Кобаяші                  |
| (90847) 1996 EJ3           | 1996 EJ3             | 11 березня 1996   | Обсерваторія Кітт-Пік       | Spacewatch                     |
| (90848) 1996 EP7           | 1996 EP7             | 11 березня 1996   | Обсерваторія Кітт-Пік       | Spacewatch                     |
| (90849) 1996 EU9           | 1996 EU9             | 12 березня 1996   | Обсерваторія Кітт-Пік       | Spacewatch                     |
| (90850) 1996 FM1           | 1996 FM1             | 16 березня 1996   | Обсерваторія Галеакала      | AMOS                           |
| (90851) 1996 GX            | 1996 GX              | 7 квітня 1996     | Станція Сінлун              | SCAP                           |
| (90852) 1996 GS4           | 1996 GS4             | 11 квітня 1996    | Обсерваторія Кітт-Пік       | Spacewatch                     |
| (90853) 1996 GF5           | 1996 GF5             | 11 квітня 1996    | Обсерваторія Кітт-Пік       | Spacewatch                     |
| (90854) 1996 GT8           | 1996 GT8             | 13 квітня 1996    | Обсерваторія Кітт-Пік       | Spacewatch                     |
| (90855) 1996 GZ8           | 1996 GZ8             | 13 квітня 1996    | Обсерваторія Кітт-Пік       | Spacewatch                     |
| (90856) 1996 GL20          | 1996 GL20            | 15 квітня 1996    | Обсерваторія Ла-Сілья       | Ерік Вальтер Ельст             |
| (90857) 1996 HN8           | 1996 HN8             | 17 квітня 1996    | Обсерваторія Ла-Сілья       | Ерік Вальтер Ельст             |
| (90858) 1996 HJ19          | 1996 HJ19            | 18 квітня 1996    | Обсерваторія Ла-Сілья       | Ерік Вальтер Ельст             |
| (90859) 1996 HH20          | 1996 HH20            | 18 квітня 1996    | Обсерваторія Ла-Сілья       | Ерік Вальтер Ельст             |
| (90860) 1996 HP20          | 1996 HP20            | 18 квітня 1996    | Обсерваторія Ла-Сілья       | Ерік Вальтер Ельст             |
| (90861) 1996 JD            | 1996 JD              | 7 травня 1996     | Прескоттська обсерваторія   | Пол Комба                      |
| (90862) 1996 KM1           | 1996 KM1             | 22 травня 1996    | Макквері                    | Роберт Макнот, Дж. Чайльд      |
| (90863) 1996 QR1           | 1996 QR1             | 17 серпня 1996    | Чорч Стреттон               | Стівен Лорі                    |
| (90864) 1996 RJ1           | 1996 RJ1             | 9 вересня 1996    | Прескоттська обсерваторія   | Пол Комба                      |
| (90865) 1996 RC11          | 1996 RC11            | 8 вересня 1996    | Обсерваторія Кітт-Пік       | Spacewatch                     |
| (90866) 1996 RA28          | 1996 RA28            | 10 вересня 1996   | Обсерваторія Ла-Сілья       | Упсала-DLR трояновий огляд     |
| (90867) 1996 SX6           | 1996 SX6             | 21 вересня 1996   | Станція Сінлун              | SCAP                           |
| (90868) 1996 SX7           | 1996 SX7             | 18 вересня 1996   | Станція Сінлун              | SCAP                           |
| (90869) 1996 TC16          | 1996 TC16            | 4 жовтня 1996     | Обсерваторія Кітт-Пік       | Spacewatch                     |
| (90870) 1996 TJ18          | 1996 TJ18            | 4 жовтня 1996     | Обсерваторія Кітт-Пік       | Spacewatch                     |
| (90871) 1996 TG19          | 1996 TG19            | 4 жовтня 1996     | Обсерваторія Кітт-Пік       | Spacewatch                     |
| (90872) 1996 TZ40          | 1996 TZ40            | 8 жовтня 1996     | Обсерваторія Ла-Сілья       | Ерік Вальтер Ельст             |
| (90873) 1996 TE44          | 1996 TE44            | 6 жовтня 1996     | Обсерваторія Кітт-Пік       | Spacewatch                     |
| (90874) 1996 TX64          | 1996 TX64            | 3 жовтня 1996     | Обсерваторія Ла-Сілья       | Ерік Вальтер Ельст             |
| (90875) 1996 VE1           | 1996 VE1             | 3 листопада 1996  | Обсерваторія Садзі          | Обсерваторія Садзі             |
| (90876) 1996 VW4           | 1996 VW4             | 13 листопада 1996 | Обсерваторія Оїдзумі        | Такао Кобаяші                  |
| (90877) 1996 VQ5           | 1996 VQ5             | 14 листопада 1996 | Обсерваторія Ніхондайра     | Такеші Урата                   |
| (90878) 1996 VY37          | 1996 VY37            | 1 листопада 1996  | Станція Сінлун              | SCAP                           |
| (90879) 1996 WB1           | 1996 WB1             | 19 листопада 1996 | Обсерваторія Оїдзумі        | Такао Кобаяші                  |
| (90880) 1996 WZ2           | 1996 WZ2             | 30 листопада 1996 | Обсерваторія Тітібу         | Наото Сато                     |
| (90881) 1996 XN6           | 1996 XN6             | 3 грудня 1996     | Обсерваторія Наті-Кацуура   | Йошісада Шімідзу, Такеші Урата |
| (90882) 1996 XB25          | 1996 XB25            | 9 грудня 1996     | Обсерваторія Кітт-Пік       | Spacewatch                     |
| (90883) 1996 XB26          | 1996 XB26            | 8 грудня 1996     | Обсерваторія Тітібу         | Наото Сато                     |
| (90884) 1996 XC36          | 1996 XC36            | 12 грудня 1996    | Обсерваторія Кітт-Пік       | Spacewatch                     |
| (90885) 1996 YR2           | 1996 YR2             | 29 грудня 1996    | Обсерваторія Оїдзумі        | Такао Кобаяші                  |
| (90886) 1996 YT2           | 1996 YT2             | 18 грудня 1996    | Прескоттська обсерваторія   | Пол Комба                      |
| (90887) 1997 AH2           | 1997 AH2             | 3 січня 1997      | Обсерваторія Оїдзумі        | Такао Кобаяші                  |
| (90888) 1997 AB3           | 1997 AB3             | 4 січня 1997      | Обсерваторія Оїдзумі        | Такао Кобаяші                  |
| (90889) 1997 AQ11          | 1997 AQ11            | 3 січня 1997      | Обсерваторія Кітт-Пік       | Spacewatch                     |
| (90890) 1997 AT12          | 1997 AT12            | 10 січня 1997     | Обсерваторія Оїдзумі        | Такао Кобаяші                  |
| (90891) 1997 AE15          | 1997 AE15            | 13 січня 1997     | Обсерваторія Оїдзумі        | Такао Кобаяші                  |
| (90892) 1997 BC            | 1997 BC              | 16 січня 1997     | Обсерваторія Клеть          | Обсерваторія Клеть             |
| (90893) 1997 BE            | 1997 BE              | 16 січня 1997     | Обсерваторія Клеть          | Обсерваторія Клеть             |
| (90894) 1997 BF2           | 1997 BF2             | 28 січня 1997     | Фарра-д'Ізонцо              | Фарра-д'Ізонцо                 |
| (90895) 1997 CC2           | 1997 CC2             | 2 лютого 1997     | Обсерваторія Кітт-Пік       | Spacewatch                     |
| (90896) 1997 CJ3           | 1997 CJ3             | 3 лютого 1997     | Обсерваторія Галеакала      | NEAT                           |
| (90897) 1997 CF6           | 1997 CF6             | 1 лютого 1997     | Станція Сінлун              | SCAP                           |
| (90898) 1997 CQ19          | 1997 CQ19            | 11 лютого 1997    | Обсерваторія Оїдзумі        | Такао Кобаяші                  |
| (90899) 1997 EL1           | 1997 EL1             | 3 березня 1997    | Обсерваторія Кітт-Пік       | Spacewatch                     |
| (90900) 1997 EA2           | 1997 EA2             | 4 березня 1997    | Обсерваторія Кітт-Пік       | Spacewatch                     |